# Formica chufejif
Formica chufejif är en myrart som beskrevs av Peter Forsskål 1775. Formica chufejif ingår i släktet Formica och familjen myror. Inga underarter finns listade i Catalogue of Life.